# Les Trois Vallées
Les Trois Vallées (dal francese: Le Tre Valli) è un comprensorio sciistico francese che si trova nel dipartimento della Savoia nella Tarantasia. Il comprensorio insiste in parte nel parco nazionale della Vanoise. Si tratta del più grande comprensorio sciistico francese, con 600 km di piste collegate.
Il comprensorio unisce principalmente le seguenti stazioni sciistiche: Courchevel, Méribel, Les Menuires e Val Thorens.